# Harley-Davidson Shovelhead

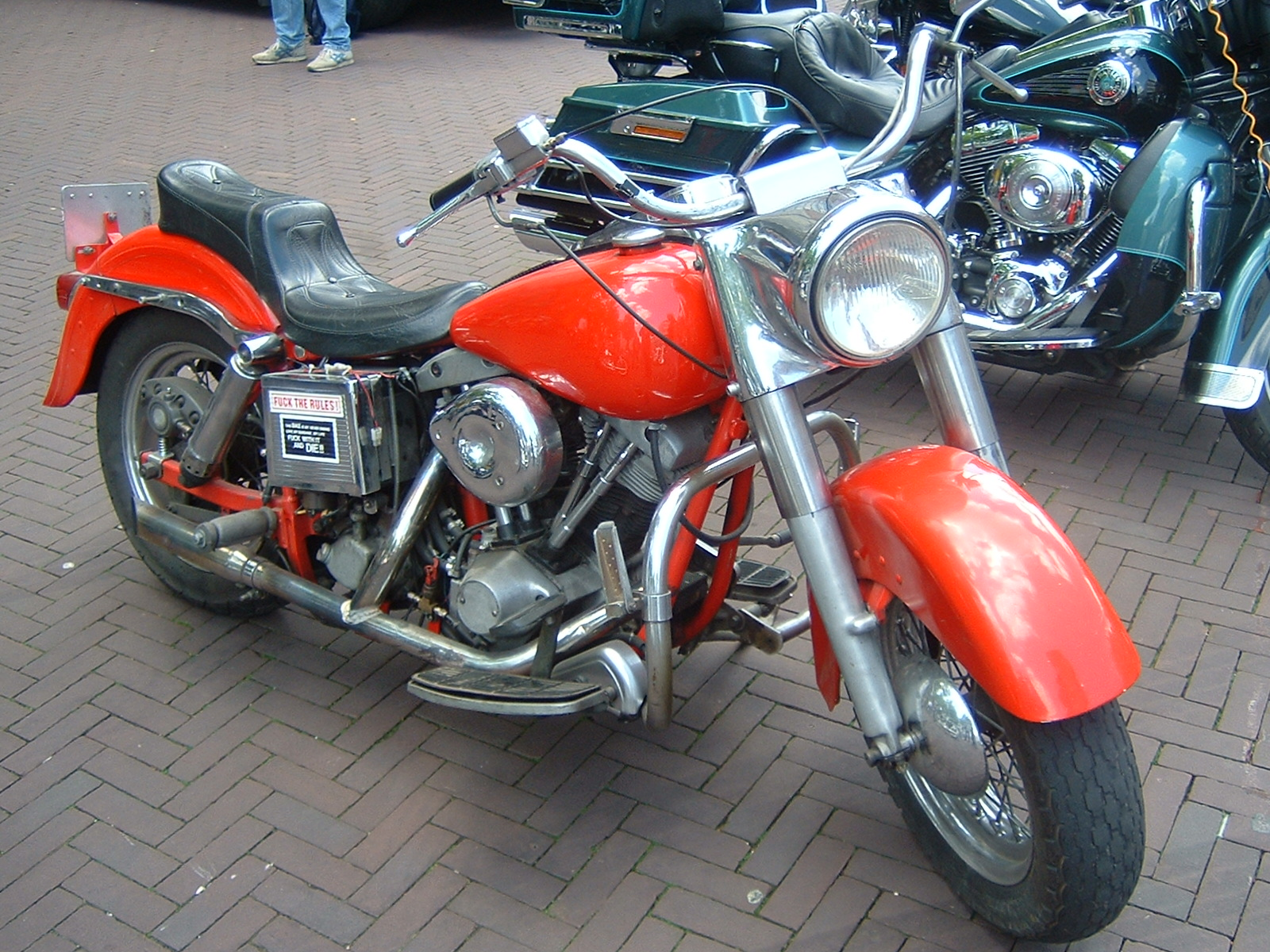
Harley-Davidson Electra Glide motorizzata Shovelhead

Lo Shovelhead è un motore prodotto dalla Harley-Davidson tra il 1966 ed il 1984. Si tratta di un bicilindrico a V stretta di 45°, con distribuzione ad aste e bilancieri, due valvole in testa per cilindro, un albero nel basamento, trasmissione primaria e finale a catena, raffreddamento ad aria e alimentazione a carburatore. È il successore del propulsore Panhead e il precursore dell'Evolution. Il suo nome deriva dalla forma dei coperchi delle valvole, che ricorda quella di un badile (in inglese: shovel).

## Il contesto

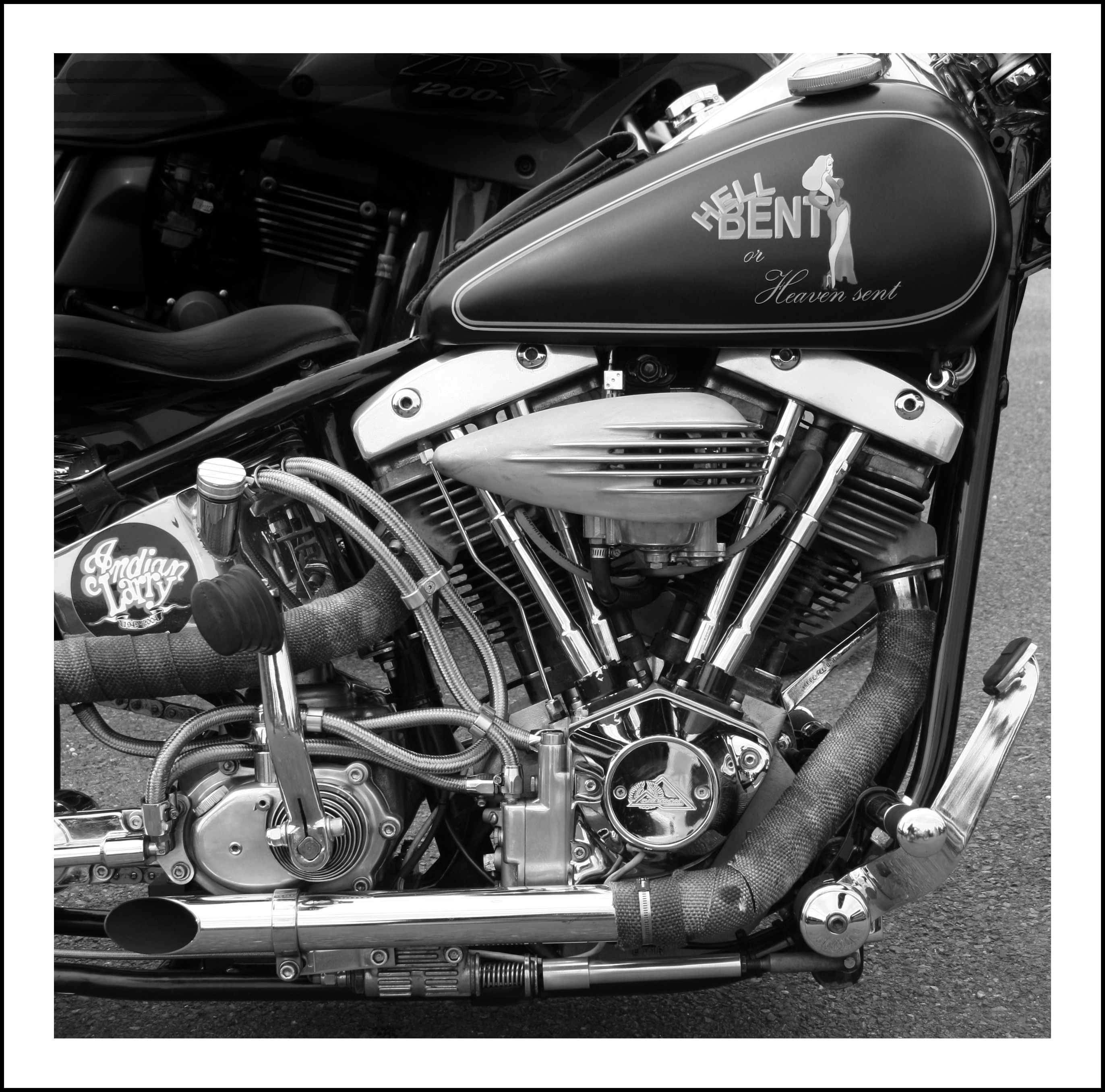
particolare del propulsore Shovelhead

Lo Shovel inizialmente venne prodotto nella cilindrata di 1.200 cm³ (come il predecessore Panhead), utilizzandone tra l'altro il basamento. Questi motori vengono chiamati Flatsite-Shovel o in Europa anche Early-Shovel.
Nel 1970 venne realizzato un nuovo basamento, mantenendo la cilindrata invariata, il motore ora viene nominato Cone-Shovel a causa del "cono" laterale. A partire dal 1978 la cilindrata venne aumentata a 1.338 cm³ (late Shovel) solo su alcuni modelli; tale cubatura poi mantenuta anche sul successivo propulsore Evolution sino alla fine della produzione nel 1984. Il cambio utilizzato all'epoca era il classico 4 marce, dapprima con avviamento a pedale e soltanto dalla fine degli anni '60 con avviamento elettrico, di serie sulla Electra Glide. 
Lo Shovel veniva montato su tutte le grandi moto da turismo prodotte dalla casa: peraltro fu oggetto di critiche da parte della stampa specializzata a causa del sistema di lubrificazione (in particolare i frequenti trafilamenti d'olio) e dell'affidabilità in genere. La gamma Harley-Davidson Sportster montava invece il classico motore Ironhead nelle cilindrate di 883 e 1000 cm³.
Gli anni in cui fu prodotto lo Shovel furono probabilmente i più difficili nella storia della casa americana, sull'orlo del fallimento specialmente nel corso degli ultimi anni settanta e dei primi anni ottanta: tale crisi si acuì in seguito all'acquisizione da parte della società metallurgica AMF; in tale periodo infatti gli standard qualitativi erano inferiori, a fronte di un tentativo di riduzione dei costi e di aumento della produzione.
Nel 1984, dopo ben 18 anni di produzione, lo Shovel fu infine sostituito dal più moderno ed affidabile propulsore Evolution, che peraltro inizialmente mantenne il vecchio basamento (come da tradizione Harley).